# ناحیه سدرویل، میشیگان
ناحیه سدرویل (به انگلیسی: Cedarville Township) یک منطقهٔ مسکونی در ایالات متحده آمریکا است که در شهرستان منامنی، میشیگان واقع شده‌است.
 ناحیه سدرویل ۲۰۴٫۷ کیلومتر مربع مساحت و ۲۷۶ نفر جمعیت دارد و ۱۹۱ متر بالاتر از سطح دریا واقع شده‌است.